# 施貝爾蓋比特國家公園
26°45′S 15°5′E / 26.750°S 15.083°E

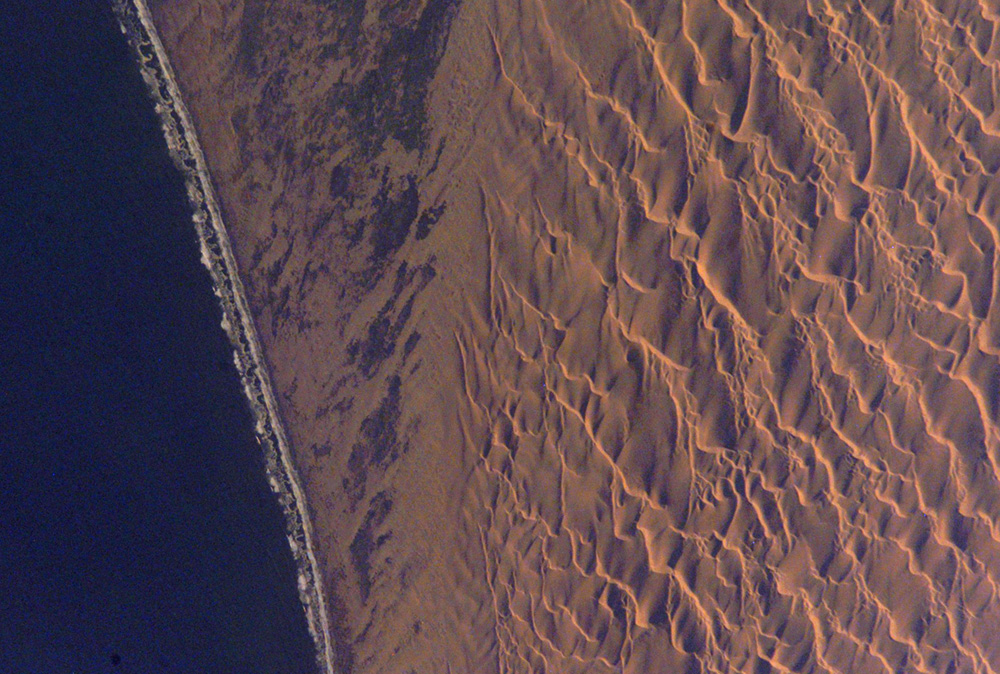

施貝爾蓋比特國家公園（英語：Sperrgebiet），是納米比亞的國家公園，位於該國西南部，處於納米布沙漠，成立於2004年，面積26,000平方公里，覆蓋該國約3%土地。